# Mathoura
Mathoura – miasto w Australii, w stanie Nowa Południowa Walia.